# العلاقات المغربية الموريتانية
العلاقات المغربية الموريتانية هي العلاقات بين المغرب وموريتانيا، البلدين من بلدان المغرب العربي.

## تاريخ
قبل ديسمبر 1984 حيث وصل معاوية ولد سيدي أحمد الطايع إلى السلطة بانقلاب، أكدت وكالة التعاون الموريتانية المغربية أن العلاقات بين البلدين كانت في تحسن على الرغم من مزاعم التواطؤ المغربي في محاولة انقلاب 1981، حيث توجهت موريتانيا بدورها لاحقا تجاه الجزائر.
بدأ ممثلون من الجانبين سلسلة من الاتصالات ذات المستوى المنخفض التي أدت إلى استئناف العلاقات الدبلوماسية بينهما في أبريل 1985. بالنسبة لموريتانيا، الانفراج في العلاقات مع المغرب وعدت إلى إزالة التهديد من الدعم المغربي لجماعات المعارضة كادت توصل ب ولد هيداله للرئاسة. من خلال الاتفاق مع موريتانيا، سعى المغرب إلى تشديد سيطرته على الصحراء الغربية عن طريق حرمان البوليساريو من أهم طريق لتسلل مقاتليها إلى الأراضي المتنازع عليها والقيام بأعمال تخريبية.
استمرت العلاقات بين المغرب وموريتانيا في تحسن منذ عام 1986، ما يعكس وجهة نظر الرئيس ولد الطايع واقعية، وإن لم يفصح عنه، أنه ليس هناك سوى الفوز المغربي على البوليساريو الذي سينهي حرب العصابات في الصحراء الغربية. أدى الطايع أول زيارة له إلى المغرب في أكتوبر 1985 (قبل الإستمرار إلى الجزائر وتونس ) في أعقاب التداعيات المغربية أن مقاتلي البوليساريو كانت تعبر مرة أخرى الأراضي الموريتانية. الانتهاء من الجزء السادس للجدار الترابي الوقائي كان حاسما في ربط شمال موريتانيا مباشرة بالسكك الحديدية على طول الحدود مع الصحراء الغربية، بين نواذيبو ومناجم خام الحديد، وأدى إلى العلاقات المعقدة بين موريتانيا والمغرب بعدها. وكان مقاتلو البوليساريو في منتصف عام 1987 يجتازون الأراضي الموريتانية بسهولة لدخول الصحراء الغربية، وهو الوضع الذي أكّد الاتهامات المغربية بالتواطؤ الموريتاني. وعلاوة على ذلك، فإن أي اشتباكات بالقرب من الجدار الرملي السادس كانت تهدد بالامتداد إلى موريتانيا وتعريض وصلة السكك الحديدية للخطر.
في 05 مايو 2025،  استقبل وزير الداخلية عبد الوافي لفتيت، بالرباط الوزير المنتدب لدى وزير الداخلية وترقية اللامركزية والتنمية المحلية بالجمهورية الإسلامية الموريتانية المكلف باللامركزية والتنمية المحلية، السيد يعقوب ولد سالم فال، وذلك في إطار زيارة عمل يقوم بها على رأس وفد هام يضم مسؤولين سامين في قطاع الداخلية واللامركزية، و هذا اللقاء يندرج في إطار علاقات الأخوة والتعاون المثمر بين المملكة المغربية والجمهورية الإسلامية  الموريتانية، تحت القيادة الرشيدة لصاحب الجلالة الملك محمد السادس، وفخامة الرئيس محمد ولد الشيخ الغزواني، والتي تهدف إلى ترسيخ أسس التعاون جنوب - جنوب وتكريس التضامن والعمل المشترك في مواجهة التحديات التنموية.

## العلاقات الإقتصادية
تعتبر العلاقات الاقتصادية بين البلدين متينة جدا، وفقا لما أفاد به صحيفة ليبراسيون المغربية. موريتانيا، التي يبلغ عدد سكانها 2.5 مليون نسمة، تعمل حاليا على استقبال 1.5 مليار دولار سنويا من وكالات التنمية الدولية. في العام الماضي، ارتفع التبادل التجاري مع المغرب بنسبة 41 في المئة، أي ما مجموعه 25 مليون يورو. الغالبية العظمى من هذه التجارة تدفقت من المغرب إلى موريتانيا. الشركات المغربية تستثمر أيضا بكثافة في موريتانيا، مثل اتصالات المغرب، التي حصلت في 2001 على حصة الأسد في شركة الاتصالات الموريتانية، موريتل، بسعر 84 مليون دولار.
يمتلك المكتب المغربي للبحوث المعادنية واستغلالها 2.35 في المئة من شركة الوطنية للصناعة والتعدين (القوة القائدة لاقتصادية موريتانيا)، التي تستخرج خام الحديد وتدعم أكثر من 5,000 من الأسر الموريتانية. شركة مغربية أخرى، DRAPOR، وهي شركة تابعة للمكتب المغربي لتطوير الموانئ، التي حصلت على عقد توسيع ميناء نواكشوط. وهناك أيضا شراكة تم إنشاؤها حديثا بين الشركات الموريتانية المغربية لتوزيع الوقود، وبناء مصفاة مشتركة.
وتشارك المغرب أيضا في تمويل مشاريع دولية للتنمية الموريتانية، مثل تمويل بناء 470 كيلومتر على الطريق بين نواكشوط نواذيبو. وتقدر التكلفة الإجمالية لهذا الطريق عند 70 مليون دولار. التمويل الرئيسي يأتي من الصندوق العربي للإنماء الاقتصادي والاجتماعي، التي تزود 51.6 مليون دولار. و البنك الأفريقي للتنمية والبنك الإسلامي للتنمية بتمويل 10 ملايين دولار، في حين أن الحكومة الموريتانية تساهم ب 9 ملايين دولار. تعاقدت أربع شركات المغربية لإنتاج دراسات وخطط للطريق الأولية بتكلفة قدرها أكثر من 39 مليون دولار، والحكومة المغربية بتمويل بناء ما يقرب من 15 كيلومتر من الطريق بتكلفة قدرها 2.6 مليون دولار.
23 يناير 2025، التوقيع بالرباط على إتفاق للربط الكهربائي و الطاقي بين المغرب و مورتانيا.   
09 فبراير 2025, وقع المغرب وموريتانيا ثلاث اتفاقيات لتعزيز التعاون في مجال الصيد البحري، وذلك خلال أعمال اللجنة المشتركة بين البلدين في مدينة أكادير. ترأس مراسم التوقيع كاتبة الدولة المغربية المكلفة بالصيد البحري زكية الدريوش ووزير الصيد والبنى التحتية البحرية والمينائية الموريتاني الفضيل سيداتي أحمد لولي، وذلك على هامش الدورة السابعة لمعرض "أليوتيس" الدولي للصيد البحري.
تشمل الاتفاقيات:
1. المراقبة الصحية والبيطرية.
2. البحث البحري، مع تنفيذ أنشطة وأبحاث مشتركة بين عامي 2025 و2026.
3. التكوين البحري، بهدف تطوير برامج ذات جودة عالية وتكوينات جديدة في مجالات تحويل منتجات الصيد البحري.
يُعتبر المغرب من الدول الرائدة في قطاع الصيد البحري في أفريقيا، حيث تصدّر الإنتاج الأفريقي لعام 2024 بحجم بلغ نحو 1.42 مليون طن، ويحتل المرتبة 13 عالمياً. كما بلغت صادراته في هذا القطاع نحو 31 مليار درهم (3.1 مليارات دولار) خلال عام 2023.
بالإضافة إلى ذلك، وقعت المغرب وموريتانيا اتفاقية للربط الكهربائي، مما يفتح آفاقاً للتبادل الطاقي بينهما وبين أوروبا وغرب أفريقيا.

## الشؤون الإسلامية
في نونبر 2019 وقعت موريتانيا مع المغرب على مذكرة تفاهم بين البلدين في مجال الأوقاف والشؤون الإسلامية. ويمتد البرنامج التنفيذي لمذكرة التفاهم، الذي وقعه عن الجانب المغربي، وزير الأوقاف والشؤون الإسلامية، أحمد التوفيق، وعن الجانب الموريتاني، وزير الشؤون الإسلامية الداه ولد سيدي ولد أعمر طالب على سنوات 2020 و2021 و2022.

## الجالية
يتجاوز عدد الموريتانين المقيمين بالمغرب أكثر من 10000 مواطن موريتاني. كما أن عدد الطلاب الموريتانين الذين يتابعون دراستهم في المعاهد والجامعات المغربية يتجاوز 3000 طالب وطالبة.

## تبادل الزيارات
- 2001: قام الملك محمد السادس بزيارة رسمية لموريتانيا.[12]
- 2016: حل رئيس الحكومة المغربية عبد الإله بنكيران بموريتانيا لتهدئة الأوضاع بين البلدين عقب تصريح مستفز لحميد شباط الأمين العام لحزب الاستقلال، والذي ذكر فيه بأن موريتانيا جزء من السيادة المغربية، وقال بنكيران، في تصريح صحافي، تلاه عقب لقاء بالرئيس الموريتاني محمد ولد عبد العزيز بأن هذه التصريحات لا تعبر إلا عن رأي حميد شباط الشخصي ولا تعبر أبداً لا عن رأي جلالة الملك ولا عن رأي الحكومة المغربية ولا عن الشعب المغربي.[13]
- 2019: قام وزير الخارجية الموريتاني إسماعيل ولد الشيخ أحمد بزيارة للمغرب للمشاركة في الدورة الثامنة للقمة الإفريقية للطلبة والشباب.[14]
- 2021: وضع وزير الشؤون الخارجية والتعاون الموريتاني إسماعيل ولد الشيخ أحمد الحجر الأساس للمبنى الجديد للسفارة الموريتانية في الرباط.[15]
- 2024: زار الرئيس الموريتاني محمد ولد الغزواني المغرب لمتابعة الحالة الصحية لزوجته التي كانت تخضع للعلاج في إحدى المصحات الخاصة بالمغرب، وقد تم استقباله من طرف الملك محمد السادس، وتم التطرق إلى قضايا مهمة مثل أنبوب الغاز الإفريقي- الأطلسي، ومبادرة تسهيل ولوج دول الساحل الحبيسة إلى المحيط الأطلسي.[16]
- 2025: زار محمد سالم ولد مرزوك، وزير الشؤون الخارجية والتعاون الإفريقي والموريتانيين في الخارج، المغرب في إطار زيارة رسمية. وفي تصريح صحافي بالرباط، أعلن بأن العلاقات بين بلاده والمملكة المغربية تمر بأحسن فتراتها.[17]